# Пух
Пух:

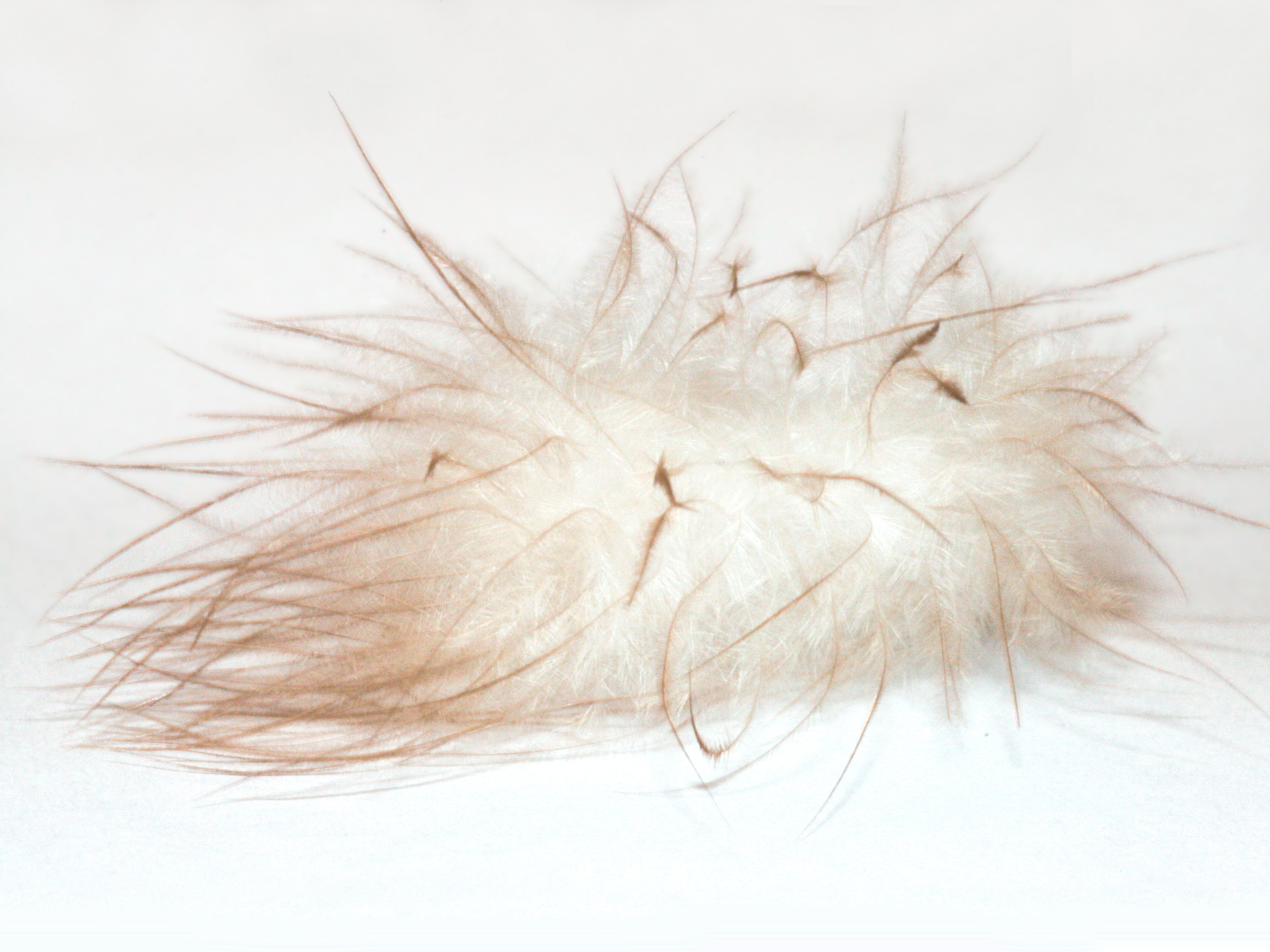
Пташиний пух

1) Різновид пір'я (англ. Feather down) — це м'яке пташине пір'я, що знаходиться під жорсткішим зовнішнім пір'яним покривом. Дуже молоді пташенята цілком вкриті пухом.
Пташиний пух є добрим термальним ізолятором, а також наповнювачем для таких товарів споживання, як куртки (пуховики), подушки, матраци, спальні мішки.
Пух містить маленькі повітряні кишеньки, що створюють термальний бар'єр. Інша добра властивість пуху, що він може займати дуже малий об'єм. Пух є найкращим теплоізоляційним матеріалом для теплого вуличного одягу, бо він дуже легкий, йому властива висока стисливість, він добре утримує тепло.
2) Пух, підшерсток — різновид волосся хутра ссавців. Як правило, з коротким тонким хвилеподібно зігнутим стрижнем і слабко розвиненою серцевиною (або її зовсім немає); має шкірку кільцеподібного типу. Пух коротший за ость.